# Штайнфельд (Шлезвиг)
Штайнфельд (нем. Steinfeld) — община в Германии, в земле Шлезвиг-Гольштейн.
Входит в состав района Шлезвиг-Фленсбург. Подчиняется управлению Зюдербраруп. Население составляет 747 человек (на 31 декабря 2010 года). Занимает площадь 8,73 км².